# Kinns kommun
Kinns kommun (norska: Kinn kommune) är en kommun i Vestland fylke i västra Norge. Kommunen består av två delar som inte har vägförbindelse med varandra och administrationen delas mellan de båda orterna Florø och Måløy. Restiden mellan orterna är drygt en timme med färja (hurtigbåt) och drygt två timmar med bil.

## Administrativ historik
Kinns kommun etablerades den 1 januari 2020 genom hopslagning av kommunerna Flora och Vågsøy,
 bortsett från området kring orterna Totland, Bryggja och Maurstad som överfördes till nybildade Stads kommun.

### Vapen för tidigare kommuner inom den nuvarande kommunen

Florø kommun (1960–1963) Flora kommun (1967–2019)
Vågsøy kommun (1987–2019)

## Tätorter
I Kinns kommun finns sex tätorter:
- Brandsøy
- Eikefjord
- Florø (centralort)
- Holvika
- Måløy (centralort)
- Raudeberg

Orten Vågsvåg har tidigare räknats som en tätort men uppfyller inte längre kriterierna, medan orten Tennebø numera räknas som en del av tätorten Måløy.

## Socknar
Inom Norska kyrkan är Kinns kommun indelad i sex socknar i två prosterier (kontrakt):

### Nordfjords prosteri
- Nord-Vågsøy socken
- Sør-Vågsøy socken

### Sunnfjords prosteri
- Bru socken
- Eikefjords socken
- Kinns socken
- Nordals socken

Socknarna och prosterierna ingår Bjørgvins stift.